# Operatie Ochtendgloren
Operatie Ochtendgloren of Operatie Dageraad (Hebreeuws: עלות השחר, Engels: Breaking Dawn) was een reeks aanvallen van het Israëlische leger op Palestijnse doelen in de Gazastrook, van 5 tot 7 augustus 2022.
De aanval, die in strijd met het internationaal humanitair recht ook op burgerdoelen was gericht, maakte deel uit van Operatie Breek de golf. Hij werd in de Israëlische media gerechtvaardigd met vrees voor wraak van de Palestijnse Islamitische Jihad (PIJ) wegens de arrestatie eerder die week van een van hun leiders. Critici menen echter dat de aanval een binnenlandse agenda diende en de rechtse Likoed-partij stemmen moest opleveren.
Bij de operatie kwamen aan Palestijnse kant 49 mensen om het leven, waaronder twee leiders en 17 kinderen. Er vielen 350 gewonden. Daarmee was dit de dodelijkste aanval sinds de gewelddadige escalatie in mei 2021. Aan Israëlische kant werden 41 mensen lichtgewond, vooral bij de gang naar schuilkelders.

## Verloop

### Vooraf
Op 1 augustus werd Bassem Saadi, een leider van de Palestijnse Islamitische Jihad (PIJ), in Jenin met geweld gearresteerd. Hij werd later beschuldigd van lidmaatschap van en steun aan een terroristische organisatie. Daarna ontstond volgens Israëlische media onrust in Gaza, maar bewijzen van onrust werden niet geleverd.

### Aanvallen
Bij aanvallen op 5 augustus werd de belangrijke leider Tayseer al-Jabari gedood bij een luchtaanval op een flatgebouw in Gaza-stad. Later werd Khaled Mansour gedood in de zuidelijke stad Rafah; volgens Israël was hij eveneens een leider van Islamitische Jihad. Latere luchtaanvallen troffen verschillende doelen in Gaza, waarna PIJ als vergelding raketten afvuurde op Israël. Onderdeel van de aanvallen was het afsluiten van de aanvoer van voedsel, medicijnen en brandstoffen naar de Gazastrook en het afsluiten van de grensovergangen.
Tijdens de gehele operatie was de Israëlische luchtmacht betrokken bij de aanvallen. Volgens Israël kwamen er door de legeractie 36 Palestijnen om, waarvan 11 burgers. Islamitische Jihad vuurde als tegenactie 1175 raketten af. 380 raketten werden door de IJzeren Koepel onderschept, de overige maakten geen dodelijke slachtoffers, maar verschillende ervan raakten burgerdoelen.

### Schade
Meer dan 1.500 woningen werden beschadigd door de bombardementen van Israël en van 450 Palestijnen werden de woningen volledig verwoest.

### Bemiddeling
Tijdens de gehele operatie werd er vanuit de VN druk gezet om de situatie niet te laten escaleren en essentiële goederen binnen te laten in de Gazastrook. Op 7 augustus 2022 kwam er door Egyptische bemiddelaars een staakt-het-vuren. De operatie eindigde op 7 augustus 2022, om 19.00 uur (CET). De dag erna begon de Veiligheidsraad van de VN met onderzoek naar gepleegde acties.

## Nasleep

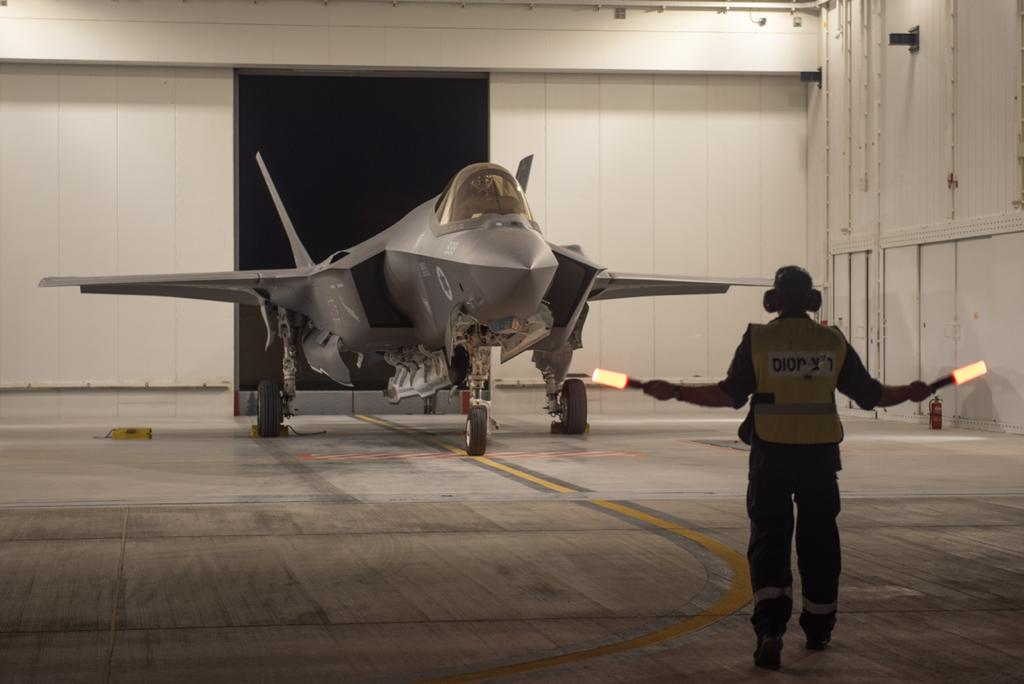
F-35 van de IAF tijdens de opening van operatie Ochtendgloren

Vanuit meerdere landen kwam kritiek op deze operatie en de hoofdoperatie Breek de Golf. De Duitse groep Jewish Voice for a Just Peace in the Middle East (JVJP, Joodse stem voor een rechtvaardige vrede in het Midden-Oosten) diende een strafrechtelijke aanklacht in tegen premier Yair Lapid en minister van Defensie Benny Gantz voor oorlogsmisdaden tijdens de operatie:
"Wij, de Joodse stem voor een rechtvaardige vrede in het Midden-Oosten, dienen een strafrechtelijke aanklacht in tegen de Israëlische premier Yair Lapid en de minister van Defensie Benny Gantz voor oorlogsmisdaden en misdaden tegen de menselijkheid begaan onder hun leiding in de Gazastrook in augustus van dit jaar."— JVJP
Naast kritiek op deze operatie haalde JVJP ook de Israëlische acties aan tijdens de bloedige Operatie Protective Edge, toen Benny Gantz stafchef was.

#### Wederopbouw
De Rode Halve Maan heeft sindsdien een campagne: "Toewijding aan Gaza" gelanceerd om 2,7 miljoen dollar in te zamelen voor de wederopbouw van de verwoeste huizen.